# This Charming Man
Singles de The Smiths
Hand in Glove
(1983) What Difference Does It Make?
(1984)
This Charming Man est une chanson du groupe de rock britannique The Smiths, sortie en single le 31 octobre 1983. Elle apparaît également comme sixième piste de leur premier album, The Smiths, sorti le 20 février 1984.
Il est le single au plus grand succès des Smiths. Ainsi, à sa sortie, il atteint la première place de la UK Indie Chart et la vingt-cinquième place de la UK Singles Chart, et lors de sa réédition en 1992, après la dissolution des Smiths, il en atteint la huitième place.
Il est également considéré comme un morceau particulièrement important de la musique indie. Le magazine Mojo l'a ainsi placé en 2008 en tête de sa liste des 50 plus grands morceaux de musique indie britanniques.

## Musique
Dans une interview avec Select datant de décembre 1993, le guitariste Johnny Marr, compositeur de la musique donne des explications concernant l'effet entendu à la fin du refrain de This Charming Man:
I’ll try any trick. With the Smiths, I’d take this really loud Telecaster of mine, lay it on top of a Fender Twin Reverb with the vibrato on, and tune it to an open chord. Then I’d drop a knife with a metal handle on it, hitting random strings. I used it on “This Charming Man”, buried beneath about 15 tracks of guitar… it was the first record where I used those highlife-sounding runs in 3rds. I’m tuned up to F# and I finger it in G, so it comes out in A. There are about 15 tracks of guitar. People thought the main guitar part was a Rickenbacker, but it’s really a ‘54 Tele. There are three tracks of acoustic, a backwards guitar with a really long reverb, and the effect of dropping knives on the guitar – that comes in at the end of the chorus.
Il a également confié au magazine Guitar Player en 1990 qu'il avait composé la chanson en même que Still Ill et Pretty Girls Make Graves.

## Paroles
Dans une interview datant de 1984 pour le New Musical Express (NME), le chanteur Morrissey, auteur des paroles confie qu'une part des paroles de This Charming Man est autobiographique. Ainsi, l'expression "I would go out tonight/ but I haven't got a stitch to wear" se réfère à une situation difficile qu'a connu le chanteur durant sa jeunesse où, tellement pauvre qu'il n'avait même pas les moyens de s'acheter des vêtements, il refusait souvent les invitations qu'il recevait à certaines fêtes.
Cette portée autobiographique est par ailleurs récurrente dans les paroles de Morrissey: le même thème est évoqué dans le précédent single des Smiths, Hand In Glove.
Selon lui encore, les paroles de This Charming Man représentaient pour lui une opportunité de rendre la "voix masculine [...] vulnérable", l'opposant ainsi à un "machisme lourd" dans lequel elle se manifeste souvent.

## Interprètes
- Morrissey : chant
- Johnny Marr : guitare solo
- Andy Rourke : guitare basse
- Mike Joyce : batterie

## Classements hebdomadaires
| Classement (1983)              | Meilleure position |
| ------------------------------ | ------------------ |
| Royaume-Uni (UK Indie Chart)   | 1                  |
| Royaume-Uni (UK Singles Chart) | 25                 |

| Classement (1984)                    | Meilleure position |
| ------------------------------------ | ------------------ |
| Australie (Kent Music Report)        | 52                 |
| Nouvelle-Zélande (Recorded Music NZ) | 15                 |

| Classement (1992)              | Meilleure position |
| ------------------------------ | ------------------ |
| Irlande (IRMA)                 | 9                  |
| Royaume-Uni (UK Singles Chart) | 8                  |

## Reprises
This Charming Man est reprise par Death Cab For Cutie, pour la réédition de 2002 de leur album You Can Play These Songs With Chords, initialement paru en 1997.
Le morceau est également repris par le groupe The Killers, en live, avec Johnny Marr à la guitare, à Glastonbury en 2019, et par Alicia Keys, elle aussi avec Johnny Marr, à Manchester, en 2022.